# St. Elsewhere
St. Elsewhere är Gnarls Barkleys debutalbum, släppt den 24 april 2006. Det vann en Grammy för bästa alternativa musikalbum. Låten "Crazy" blev en stor hit.

## Låtlista
1. "Go-Go Gadget Gospel" – 2:19
2. "Crazy" – 2:58
3. "St. Elsewhere" – 2:30
4. "Gone Daddy Gone" – 2:28
5. "Smiley Faces" – 3:05
6. "The Boogie Monster" – 2:50
7. "Feng Shui" – 1:26
8. "Just A Thought" – 3:42
9. "Transformer" – 2:18
10. "Who Cares?" –Käll 2:28
11. "Online" – 1:49
12. "Necromancer" – 2:58
13. "Storm Coming" – 3:08
14. "The Last Time" – 3:25
15. "Crazy (Instrumental)" – 3:00 (iTunes bonusspår)
16. "Go-Go Gadget Gospel (Instrumental)" – 2:14 (iTunes bonusspår)